# Alexandre Bida

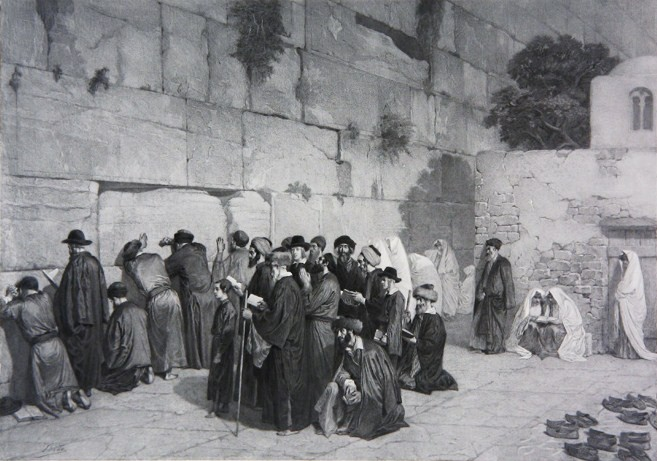
Judios frente al muro de Salomón, grabado sobre un dibujo de El muro de las lamentaciones en Jerusalén de Alexandre Bida.

Alexandre Bida (Toulouse (Haute-Garonne), 3 de octubre de 1813 – Buhl (Alto Rin)), 2 de enero de 1895) fue un pintor y grabador francés del período romántico.

## Biografía
Llegó a París en 1836, estudiando durante algún tiempo en el taller de Eugène Delacroix y especializándose en Orientalismo, pero con su ojo artístico para la precisión y la perfección, pronto desarrolló su propio estilo. Volvió a su tierra natal en 1839 y en 1843 viajó a Grecia, Turquía, regresando a París en 1846. En 1847 empezó a darse a conocer exponiendo sus primeros dibujos y en 1848 obtuvo una Medalla de segunda clase.
En 1850 viajó y trabajó en Egipto, donde recopiló una serie de personajes orientales que utilizaría en sus exposiciones. En 1856 estuvo en Constantinopla y estuvo en Crimea y Siria. En 1855 obtuvo una Medalla de primera clase y la decoración de la Exposición Universal.
Ilustró una Aquitaine et Languedoc, ou, Histoire pittoresque de la Gaule méridionale de Justin Cénac-Moncaut. En la Exposición Universal de 1867 presentó el dibujo de Le Massacre des mameluks (La masacre de los mamelucos), evocación de la masacre del 1 de marzo de 1811 en El Cairo, que actualmente se encuentra en el Departamento de Artes Gráficas del Museo del Louvre.
También fue un ilustrador de la Santa Biblia. Como ilustrador bíblico, su obra Les Saints Evangeles se publicó en 1873. En ella, los cuatro evangelios fueron enriquecieron con veintiocho aguafuertes. Entre sus discípulos, destacó Jean-Paul Laurens. 
De su obra, se dice que trajo la verdad y el genio que posibilitó ilustrar La vida de Cristo con un Cristo reverente, refinado, digno y fuerte. Murió en Buhl (Alto Rin), en 1895 a la edad de 81 años.

## Galería

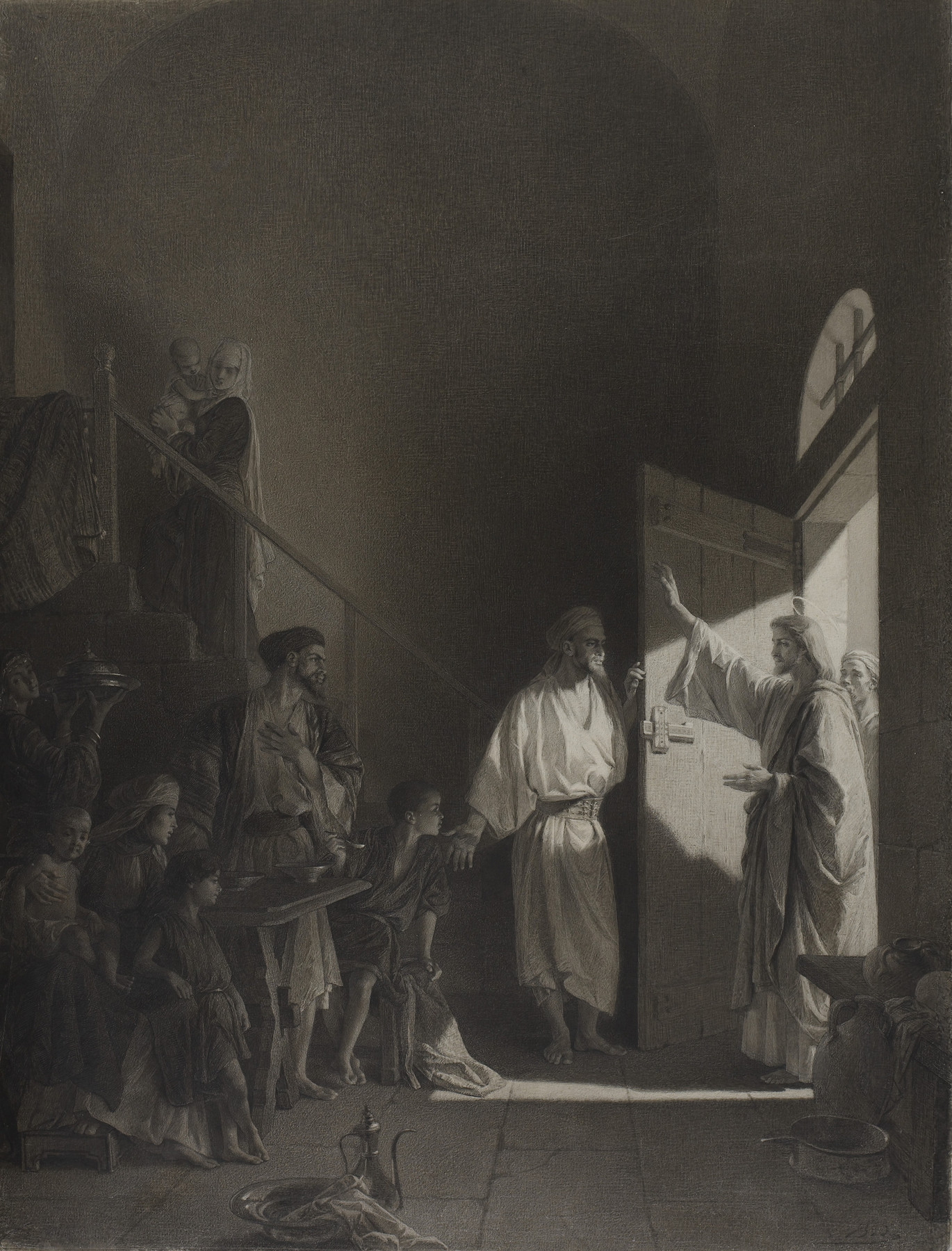
Y Jesús dijo: Este día es salvación. Ven a esta casa, lápiz sobre papel, 62.8 × 48 cm. Walters Art Museum.
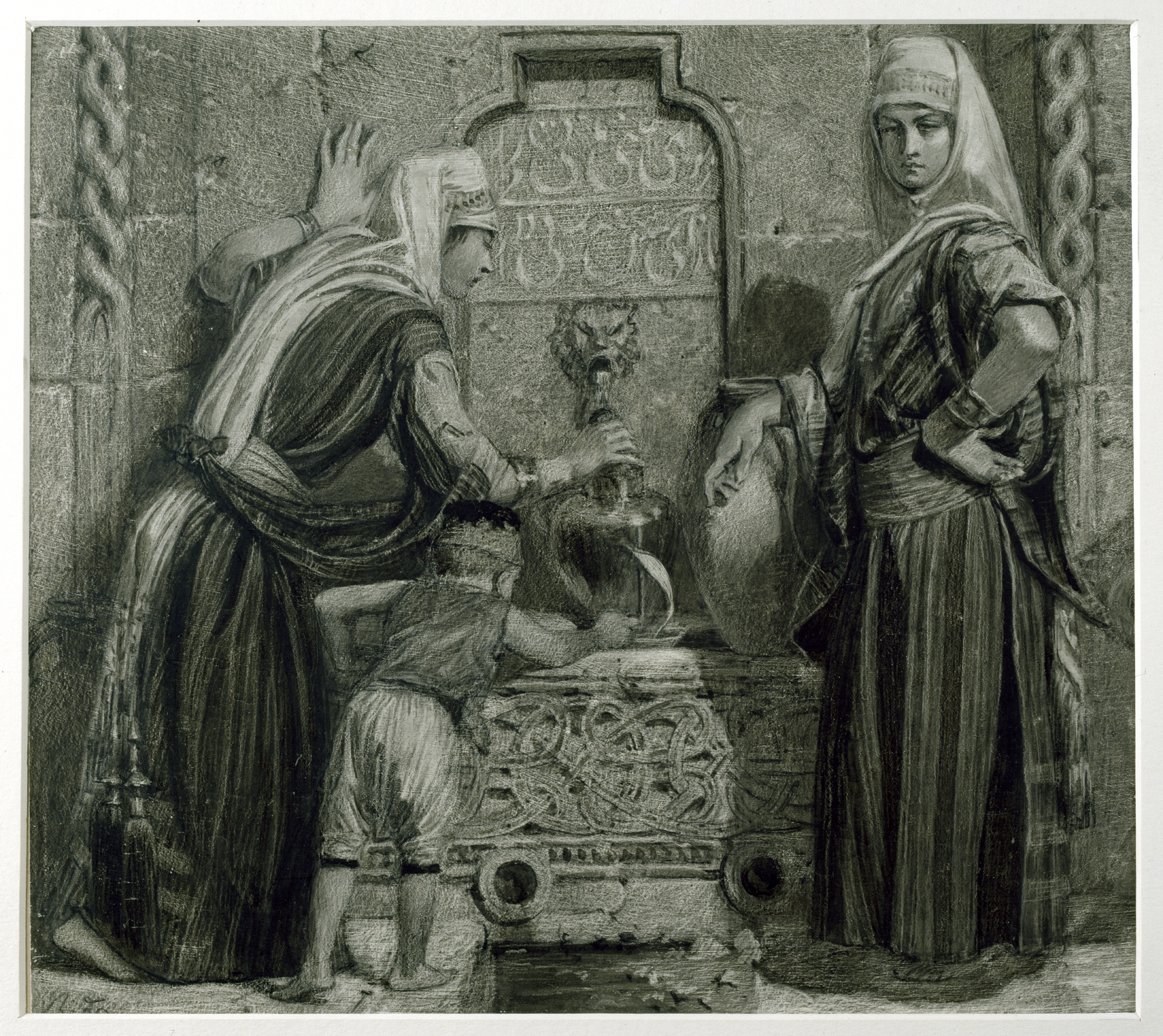
En la fuente, tinta con raspado, 22.7 x 25.2 cm. Walters Art Museum.